# Saint-Lazare (Manitoba)
Pour les articles homonymes, voir Saint-Lazare.
Saint-Lazare est un village peuplé majoritairement de Franco-manitobains, situé à l'ouest de la province du Manitoba près de la frontière avec la Saskatchewan. Saint-Lazare dépend de la communauté rurale d'Ellice peuplée également par une importante communauté francophone.
Lors des recensements de la population de 2001 et 2006, la population s'élevait à 265 personnes.
Le village de Saint-Lazare capte la radio francophone CKSB (AM) émise depuis Winnipeg au Manitoba.

## Démographie
| 2001 | 2006 | 2011 | 2016 |
| ---- | ---- | ---- | ---- |
| 265  | 265  | 254  | 257  |